# Bärenklau-Silberkerze
Die Bärenklau-Silberkerze (Actaea heracleifolia) ist eine Pflanzenart in der Gattung Actaea innerhalb der Familie der Hahnenfußgewächse (Ranunculaceae). Sie ist in Asien beheimatet.

## Beschreibung

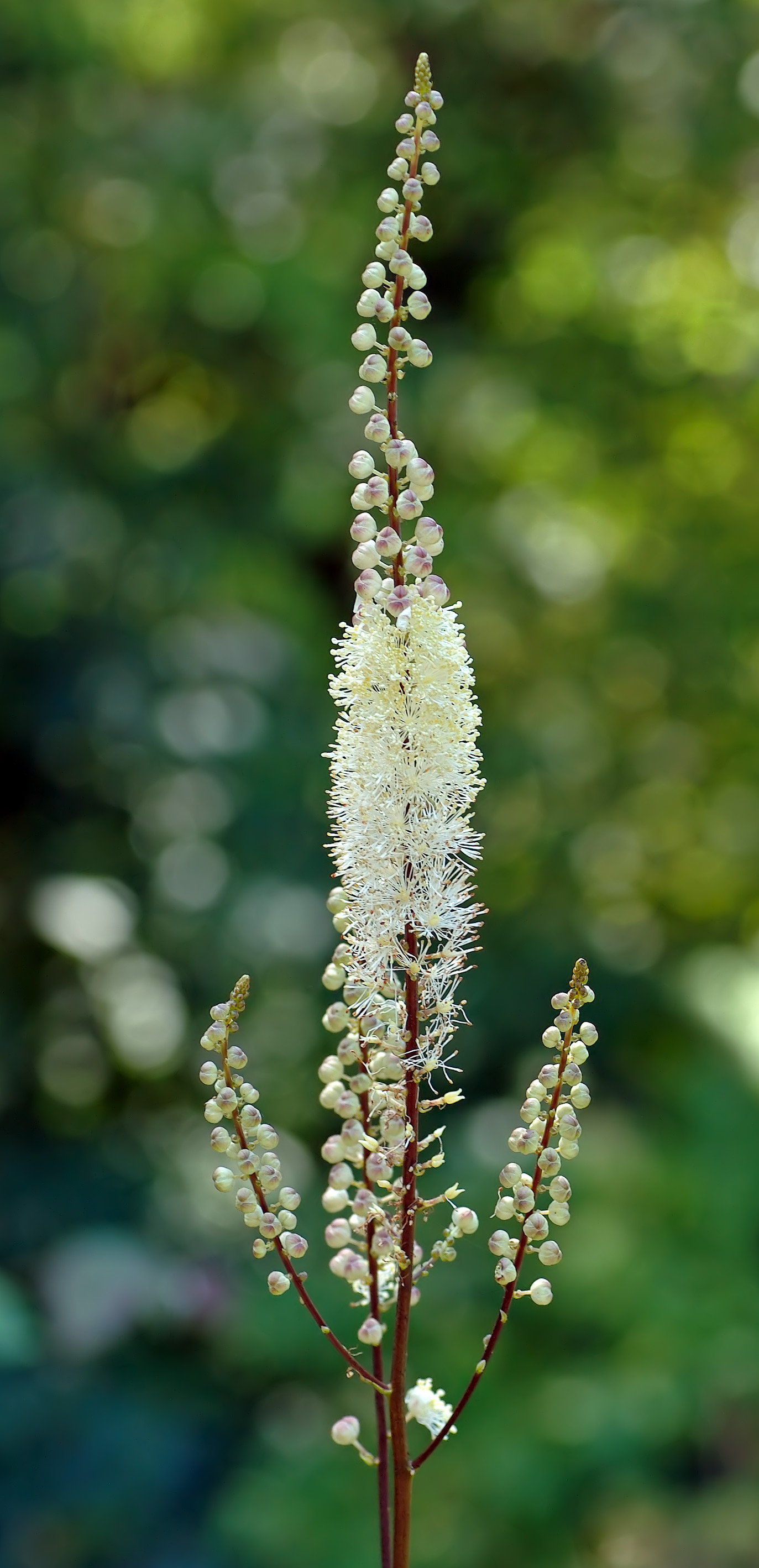
Verzweigter, traubiger Blütenstand

### Erscheinungsbild und Laubblatt
Die Bärenklau-Silberkerze ist eine hohe, ausdauernde krautige Pflanze, die Wuchshöhen von 1 Meter und mehr erreicht. Als Überdauerungsorgan bildet sie ein kräftiges, schwärzliches Rhizom. Der beblätterte Stängel ist kahl.
Die Laubblätter stehen wechselständig am Stängel. Die untersten Laubblätter bestehen aus einem etwa 20 cm langen, kahlen Stiel und einer insgesamt mit einer Breite von etwa 20 cm etwas dreieckigen, doppelt dreiteiligen Blattspreite. Dabei ist das endständige Teilblättchen erster Ordnung mit einer Länge von 6 bis 12 cm und einer Breite von 4 bis 9 cm verkehrt-eiförmig bis verkehrt-eiförmig-elliptisch mit einer gerundeten bis fast herzförmigen Basis, einer dreilappigen Spitze und gezähnten Rändern. Die beiden seitlichen Teilblättchen sind kleiner als das endständige, meist schräg eiförmig, ledrig, kahl und unterseits an den Blattadern spärlich weiß flaumig behaart. Die oberen Laubblätter sind meist einfach dreiteilig.

### Blütenstand und Blüte
Die Blütezeit reicht von August bis September. In langen, verzweigten (zwei bis neun Zweige), traubigen Blütenständen sitzen viele Blüten. Die Hochblätter sind mit einer Länge von etwa 1 mm pfriemförmig. Die Blütenstandsrhachis und die 2 bis 4 mm langen Blütenstiele sind flaumig grau drüsig behaart.
Die zwittrigen Blüten besitzen einen Durchmesser von etwa 5 mm. Die gelblich-weißen Kelchblätter sind mit einer Länge von 3 bis 4 mm und einer Breite von 2,5 bis 3 mm verkehrt-eiförmig-kreisförmig bis breit elliptisch. Die Kronblätter sind mit einer Länge von 2,5 bis 4 mm und einer Breite von 1,6 bis 2 mm elliptisch mit einer weißen Spitze. Die optische Wirkung der Blüten geht hauptsächlich von den gelblich-weißen Staubblättern aus. Die dünnen Staubfäden sind 3 bis 6 mm lang und die Staubbeutel sind mit einer Länge von etwa 0,8 mm ellipsoid. Die drei bis fünf freien Fruchtblätter sind kahl.

### Frucht und Samen
An schlanken, etwa 1 mm langen Fruchtstielen stehen Balgfrüchte, die eine Länge von 5 bis 6 mm und einen Durchmesser von 3 bis 4 mm besitzen sowie nur zwei Samen enthalten. Die Früchte reifen im August bis Oktober. Um den ganzen meist etwa 3 mm großen Samen herum befinden sich häutige, schuppige Flügel.

### Chromosomenzahl
Die Chromosomenzahl beträgt 2n = 16.

## Vorkommen
Die Bärenklau-Silberkerze stammt ursprünglich aus der Mandschurei, den chinesischen Provinzen Heilongjiang, Jilin, Liaoning, Nei Mongol und Korea sowie Sibirien. In China gedeiht sie in Gestrüpp und an grasigen Hängen in Höhenlagen zwischen 0 und 1000 Meter.
Sie wächst sowohl auf leichten als auch auf schweren, sowohl auf sauren als auch auf alkalischen Böden, sofern diese ausreichend feucht und nährstoffreich sind. In Deutschland wird sie nur im Harz angebaut. 

## Systematik
Die Erstbeschreibung erfolgte 1901 durch Wladimir Leontjewitsch Komarow unter dem Namen Cimicifuga heracleifolia in Trudy Imperatorskago S.-Peterburgskago Botaničeskago Sada, 18 (3), S. 438–439. Heute geht man davon aus, dass die Cimicifuga-Arten zur Gattung Actaea gehören.

## Medizinischer Nutzen
Die medizinischen Wirkungen wurden untersucht.
Die Drogen aus dem „Wurzelstock“ wirken antibakteriell, antiviral, schmerzlindernd, fiebersenkend und beruhigend. Sie sind deshalb ein altes Hausmittel gegen Kopf- und Rachenschmerzen, Zahnfleischentzündungen und andere Erkrankungen. Die Wurzeln werden dafür im Herbst gesammelt und können frisch oder getrocknet verwendet werden.